# Brødrene Hartmann
Brødrene Hartmann A/S er en dansk virksomhed, som producerer støbepapemballage til æg. Stadilfamiliens selskab Thornico A/S er hovedaktionær.

## Historie
Virksomheden blev grundlagt i 1917 af brødrene Louis, Carl og Gunnar Hartmann, som havde arvet faderens papirposefabrik. I 1936 fik selskabet licens til at producere ægemballage i støbepap fra et amerikansk firma, og Carl Hartmann udviklede efter et studieophold i USA en maskine til produktionen heraf. Produktionen blev, i datterselskabet Skandinavisk Emballage A/S, etableret i Kongens Lyngby, og i 1962 etableredes endnu en fabrik i Tønder.
I 1964 blev Brødrene Hartmanns Fond stiftet af Brødrene Hartmann A/S på foranledning af Louis Hartmann, der efter de øvrige brødres død ejede hele aktiekapitalen i selskabet. Fonden overtog aktierne.
I 1978 overtog Hartmann Skjern Papirfabrik A/S, og i 1980 blev Skandinavisk Emballage og Brødrene Hartmann A/S fusioneret med det sidstnævnte som fortsættende.
Produktionen i Lyngby blev i starten af 1980'erne flyttet til Tønder, mens et nyt hovedkontor blev bygget på arealerne i Lyngby, som også kunne rumme BRFkredits  nye hovedkontor.
I 1982 blev Brødrene Hartmann A/S børsnoteret på Københavns Fondsbørs, hvor fonden ved aktieklasser med forskellige stemmerettigheder sikrede sig fortsat bestemmende indflydelse.
I 1991 etableredes en fabrik i det tidligere Østtyskland, og i 1992 købtes en fabrik i Ungarn. I 1996 etablerede selskabet en fabrik i Malaysia og købte aktiviteter i Brasilien. I 1998 købtes en støbepapfabrik i Argentina, og i 1999 købte selskabet yderligere fabrikker i Kroatien, Finland og Israel.
I 2002 etablerede Hartmann produktion i Nordamerika ved køb af en støbepapfabrik i Canada, som siden blev solgt og erstattet af en nyopført fabrik i Brantford.
I 2007 afhændedes aktiviteterne i Sydamerika, ligesom en nedlukning af aktiviteterne i Asien blev påbegyndt.
I 2006 blev kontoret i Lyngby solgt, og i 2008 flyttedes til et nyt hovedkontor i Gentofte.
I 2008 blev aktieklasserne lagt sammen til én aktieklasse.
I 2013 blev fabrikken i Finland lukket.
I februar 2018 døde den administrerende direktør Ulrik Kolding Hartvig i en cykelulykke.

## Administrerende direktører
- -2001 Vagn Genter
- 2001-2006 Asger Domino
- 2006-2010 Peter Arndrup Poulsen
- 2010- 2013 Michael Rohde Pedersen
- 2014-2018 Ulrik Kolding Hartvig
- 2018- Torben Rosenkrantz-Theil